# Diana E. Murphy
Diana E. Murphy (4 de enero de 1934-16 de mayo de 2018) fue jueza de circuito de los Estados Unidos del Tribunal de Apelaciones del Octavo Circuito de los Estados Unidos y exjueza federal de los Estados Unidos del Tribunal federal de los Estados Unidos para el Distrito de Minnesota, en el que fue la primera mujer nombrada para dicho puesto.

## Biografía
Murphy nació en Faribault, Minnesota. Hizo un Bachiller universitario en letras de la Universidad de Minnesota en 1954. Recibió un Doctorado en Jurisprudencia de la Facultad de Derecho de la Universidad de Minnesota en 1974. En la facultad de derecho, fue editora de Minnesota Law Review. Estuvo en la práctica privada de la ley en Minneapolis, Minnesota, de 1974 a 1976. Fue jueza en el Tribunal Municipal del Condado de Hennepin, Minnesota, de 1976 a 1978 y en el Tribunal de Distrito de Minnesota, Cuarto Distrito Judicial de 1978 a 1980. Fue Presidenta de la Comisión de Sentencias de los Estados Unidos de 1999 a 2004.

## Servicio judicial federal
Murphy fue nominada por el presidente Jimmy Carter el 30 de noviembre de 1979 para el Tribunal de Distrito de los Estados Unidos para el Distrito de Minnesota, para un nuevo puesto creado por 92 Stat. 1629. Fue confirmada por el Senado de los Estados Unidos el 20 de febrero de 1980 y tomó posesión el mismo día. Fue jueza principal de 1992 a 1994. Su servicio fue rescindido el 13 de octubre de 1994, al ser promovida al Octavo Circuito.
Murphy fue nominada por el presidente Bill Clinton el 28 de julio de 1994 para ocupar un puesto en la Corte de Apelaciones del Octavo Circuito de los Estados Unidos que dejó vacante el juez John R. Gibson. Fue confirmada por el Senado el 7 de octubre de 1994 y tomó posesión del cargo el 11 de octubre de 1994. Al asumirlo, Murphy se convirtió en la primera mujer en prestar servicios en el Octavo Circuito.
Murphy asumió el estatus de sénior el 29 de noviembre de 2016. Murió en su casa de Minneapolis el 16 de mayo de 2018, poco después de anunciar su jubilación. Más tarde ese año, la Minnesota Law Review organizó un simposio conmemorativo en su honor, que incluyó contribuciones de la jueza Ruth Bader Ginsburg, el juez Michael Melloy y el juez Rubén Castillo.
Después de su muerte, el juzgado federal de los Estados Unidos en Minneapolis pasó a llamarse en su honor.

## Consideración como candidata a la fiscalía general
En 1993, según los informes, fue considerada para el puesto de Fiscal General de los Estados Unidos, que finalmente recayó en Janet Reno.